# Transcendance (film)
Pour les articles homonymes, voir Transcendence.
Ne doit pas être confondu avec Transcendance.
Pour plus de détails, voir Fiche technique et Distribution.
Transcendance (Transcendence) est un film de science-fiction américano-britannique réalisé par Wally Pfister, sorti en 2014.

## Synopsis
Le Dr Will CASTER (Johnny Depp) est un scientifique motivé par sa curiosité concernant la nature de l'univers. Membre d'une équipe dont le but est de créer un ordinateur sensible, il prédit qu'un tel ordinateur créera une singularité technologique ou, selon ses propres termes, une « transcendance ». Son épouse Evelyn (Rebecca Hall), qu'il aime profondément, soutient ses efforts et le rejoint dans leur jardin où il a construit une cage de Faraday pour faire obstacle aux signaux radioélectriques. Toutefois, le groupe extrémiste RIFT (groupe révolutionnaire d'indépendance vis-à-vis de la technologie) tire sur Will avec une balle qui l'empoisonne au polonium radioactif, et réalise une série d'attaques synchronisées sur ses laboratoires d'intelligence artificielle. Pas plus d'un mois à vivre n'est donné au chercheur.
En désespoir de cause, Evelyn élabore un plan pour transférer la conscience de Will dans le système quantique que le projet a mis au point. Son meilleur ami Max Waters (Paul Bettany), également chercheur, met en doute la sagesse de ce choix. L'esprit de Will survit sous cette forme à la mort de son corps et demande à être connecté à Internet afin de développer ses capacités et ses connaissances. Max panique, insistant sur le fait que l'intelligence de l'ordinateur n'est pas Will. Evelyn expulse Max de force du bâtiment et relie l'intelligence de l'ordinateur à Internet.
Max est presque immédiatement confronté à Bree (Kate Mara), la dirigeante du RIFT. Max est capturé par les terroristes, qui finissent par le convaincre de se joindre à eux. Le gouvernement se méfie également beaucoup des intentions de la personnalité synthétique de Will, et élabore un plan afin de faire porter aux terroristes la responsabilité de ses propres actions visant à le stopper.
Sous sa forme virtuelle et avec l'aide d'Evelyn, Will utilise la vaste intelligence qu'il possède désormais pour construire une utopie technologique dans une ville reculée du désert, appelée Brightwood, où il dirige le développement de technologies innovantes dans les domaines de la médecine, de l'énergie, de la biologie et de la nanotechnologie. Mais même Evelyn commence à craindre les motivations de Will quand il démontre sa capacité à contrôler à distance l'esprit des gens une fois qu'ils ont été au contact de ses nanoparticules.
Avec l'aide du scientifique Joseph Tagger (Morgan Freeman), qui travaille pour le gouvernement, l'agent du FBI Donald Buchanan (Cillian Murphy) tente d'arrêter la propagation de la singularité technologique. Comme Will a étendu son influence à l'ensemble de la technologie informatique en réseau dans le monde, RIFT développe un virus informatique dans le but de supprimer le code source de Will, ce qui le tuerait mais détruirait par la même occasion la civilisation technologique. Tous les personnages, Bree, Max, Tagger, Evelyn, et même Will Caster lui-même, sont obligés de choisir entre le téléchargement du virus et le risque d'assimilation dans la transcendance de Will, qui promet de mettre fin à la pollution, aux maladies et à la mort.
Lorsque Evelyn revient au centre de recherche, elle est surprise de voir Will dans un nouveau corps organique identique à son ancien. Will l'accueille mais sait immédiatement qu'elle est porteuse du virus et a l'intention de le détruire. Le FBI et les militants de RIFT attaquent le centre avec des mortiers et au canon, blessant mortellement Evelyn. Evelyn dit à Will qu'il peut la protéger en téléchargeant son esprit comme elle l'a fait pour lui. Will choisit de sauver les gens qu'il aime au lieu de sauver la civilisation technologique. En mourant, Will explique à Evelyn qu'il a fait son choix pour elle : sauver la planète était son désir, découvrir les secrets de l'univers était le sien[pas clair]. Ensuite, le virus tue Will et Evelyn, et entraîne un effondrement de la technologie, un blackout mondial.
Trois ans plus tard, dans le jardin de Will et Evelyn, à leur ancienne maison de Berkeley, Max remarque que seuls leurs tournesols sont encore en vie. En regardant plus attentivement, il remarque que la goutte d'eau tombant d'un pétale de tournesol nettoie instantanément une flaque d'huile.

## Fiche technique
- Titre original : Transcendence
- Titre français : Transcendance
- Réalisation : Wally Pfister
- Scénario : Jack Paglen, avec des réécritures de Jordan Goldberg, Wally Pfister et Alex Paraskevas
- Direction artistique : Chris Seagers
- Décors : Harry E. Otto
- Costumes : George L. Little (en)
- Maquillage : Luisa Abel (makeup department head)
- Photographie : Jess Hall
- Montage : David Rosenbloom
- Musique : Mychael Danna
- Production : Kate Cohen, Broderick Johnson, Andrew A. Kosove, Annie Marter, Marisa Polvino, Aaron Ryder et David Valdes
  - Production déléguée : Christopher Nolan, Da Mintz et Emma Thomas
  - Coproduction : Yolanda T. Cochran, Mary Regency Boies et Scott Andrew Robertson
- Sociétés de production : Alcon Entertainment, Straight Up Films, Syncopy et DMG Entertainment (Chine)[1] (coproductions)
- Sociétés de distribution :  Warner Bros.,  SND
- Budget : 100 000 000 de dollars[2]
- Pays d'origine :  États-Unis,  Royaume-Uni,  Chine
- Langue originale : anglais
- Format : couleur – 35 mm – 2,35:1 – son SDDS, Dolby Digital
- Genre : science-fiction
- Durée : 119 minutes
- Dates de sortie[3] :
  -  États-Unis : 17 avril 2014
  -  Royaume-Uni : 25 avril 2014
  -  Belgique,  France : 25 juin 2014[4]

## Distribution
- Johnny Depp (V. F. : Bruno Choël ; V. Q. : Gilbert Lachance) : Dr. Will Caster
- Rebecca Hall (V. F. : Élisabeth Ventura ; V. Q. : Pascale Montreuil) : Evelyn Caster
- Paul Bettany (V. F. : Jean-Christophe Dollé ; V. Q. : Patrice Dubois) : Dr. Max Waters
- Cillian Murphy (V. F. : Rémi Bichet ; V. Q. : Philippe Martin) : agent Buchanan
- Kate Mara (V. F. : Noémie Orphelin ; V. Q. : Claudia-Laurie Corbeil) : Bree Nevins
- Morgan Freeman (V. F. : Benoît Allemane ; V. Q. : Guy Nadon) : Joseph Tagger
- Cole Hauser (V. F. : Raphaël Cohen ; V. Q. : Patrick Chouinard) : le colonel Stevens
- Clifton Collins Jr. (V. F. : Loïc Houdré ; V. Q. : Alexandre Fortin) : Martin
- Lukas Haas : James Thomas
- Xander Berkeley (sans dialogue) : Dr Thomas Casey
- Falk Hentschel (V. F. : Gérald Maillet ; V. Q. : Pierre-Étienne Rouillard) : Bob
- Cory Hardrict : Joel Edmond
- Josh Stewart : Paul
- Luce Rains : Rodger
- Wallace Langham (V. F. : Jérôme Keen) : Dr Strauss
- Olivia Taylor Dudley : la groupie
- Elon Musk : lui-même (caméo comme spectateur d'une conférence).

Source et légende : version française (VF) sur RS Doublage et AlloDoublage ; version québécoise (VQ) sur Doublage.qc.ca

## Production

### Développement
Transcendance est à l'origine un scénario de Jack Paglen, qu'il a développé et agrémenté en discutant longuement avec sa femme informaticienne : « Elle est mon arme secrète. Nous avons discuté de l'aspect science-fiction du scénario. On s'est dit que le plus intéressant, c'est qu'une femme tente de sauver la vie de son mari par tous les moyens, y compris en le maintenant en vie sous forme virtuelle. Cela m'a ouvert un formidable champ des possibles, et la dimension émotionnelle de l'intrigue donne aux personnages une profonde humanité, tout en permettant au spectateur de s'interroger sur la légitimité de leurs actes ».
Transcendance est le premier long métrage de Wally Pfister, qui avait auparavant officié comme directeur de la photographie, notamment sur plusieurs films de Christopher Nolan, et a reçu l'Oscar de la meilleure photographie pour son travail sur Inception. Christopher Nolan est d'ailleurs producteur du film.

### Casting
James McAvoy, Tobey Maguire, Christian Bale et Jude Law ont tour à tour été envisagés pour le rôle principal. Ewan McGregor et Tom Hardy ont quant à eux failli tenir le rôle de Max, mais étant trop occupés, il revient à Paul Bettany.
Alison Brie a auditionné pour jouer Bree, mais c'est Kate Mara qui a obtenu le rôle. Pour Evelyn Caster, les producteurs ont pensé à Noomi Rapace, après le refus de Kate Winslet, qui tournait Divergente. Rebecca Hall incarne finalement Evelyn, après avoir été en concurrence avec Emily Blunt et Rooney Mara.
Elon Musk, célèbre homme d'affaires américain, fait une apparition dans le film dans la salle où se tient la conférence présentant l'évolution des recherches du Dr Will CASTER de ses projets visant à la collecte de fonds privés.

### Tournage
Le tournage a eu lieu principalement à Los Angeles et au Nouveau-Mexique. Beaucoup de décors réels ont été utilisés. Le Brightwood Data Center, décor construit aux studios d'Albuquerque, possédait par exemple déjà les longs couloirs qui serviront à montrer l'immense stockage de données de la conscience de Will (certains dépassent les 90 mètres de long). Les extérieurs de la ville fictive de Brightwood ont été tournés à Belen, mais l'espace désertique autour a été fait sur fond vert,.
Wally Pfister a insisté pour que le film soit sur pellicule 35 mm anamorphique plutôt qu'en numérique.

## Box-office
Aux États-Unis, le film récolte 10 886 386 $ de recettes pour son premier week-end d'exploitation. Le film totalise 23 022 309 $ aux États-Unis après être resté neuf semaines à l'affiche et 103 039 258 $ dans le monde. En France, le film a enregistré 411 082 entrées lors de sa première semaine. Lors de sa troisième semaine, il totalise 726 096 entrées.

## Accueil critique
Dans l'ensemble, le film reçoit un accueil mitigé.
Sur le site Allociné, la presse lui donne une moyenne de 2,1/5, basée sur 16 critiques. Les spectateurs lui donnent une moyenne de 2,8/5.
Sur l'IMDb le film est noté 6,2/10.
Sur Metacritic le film obtient un Metascore de 42/100, basé sur 45 avis.
Rotten Tomatoes lui donne un taux d'approbation de 19%, basé sur 197 votes.